# Tomasz Lipiński
Tomasz Lipiński (ur. 21 sierpnia 1955 w Warszawie) – polski muzyk rockowy, wokalista, autor tekstów, kompozytor i gitarzysta, lider i współzałożyciel zespołów Brygada Kryzys, Tilt i Fotoness. Autor muzyki filmowej.
Od 2011 zasiada w Radzie Akademii Fonograficznej ZPAV w sekcji muzyki rozrywkowej.

## Życiorys

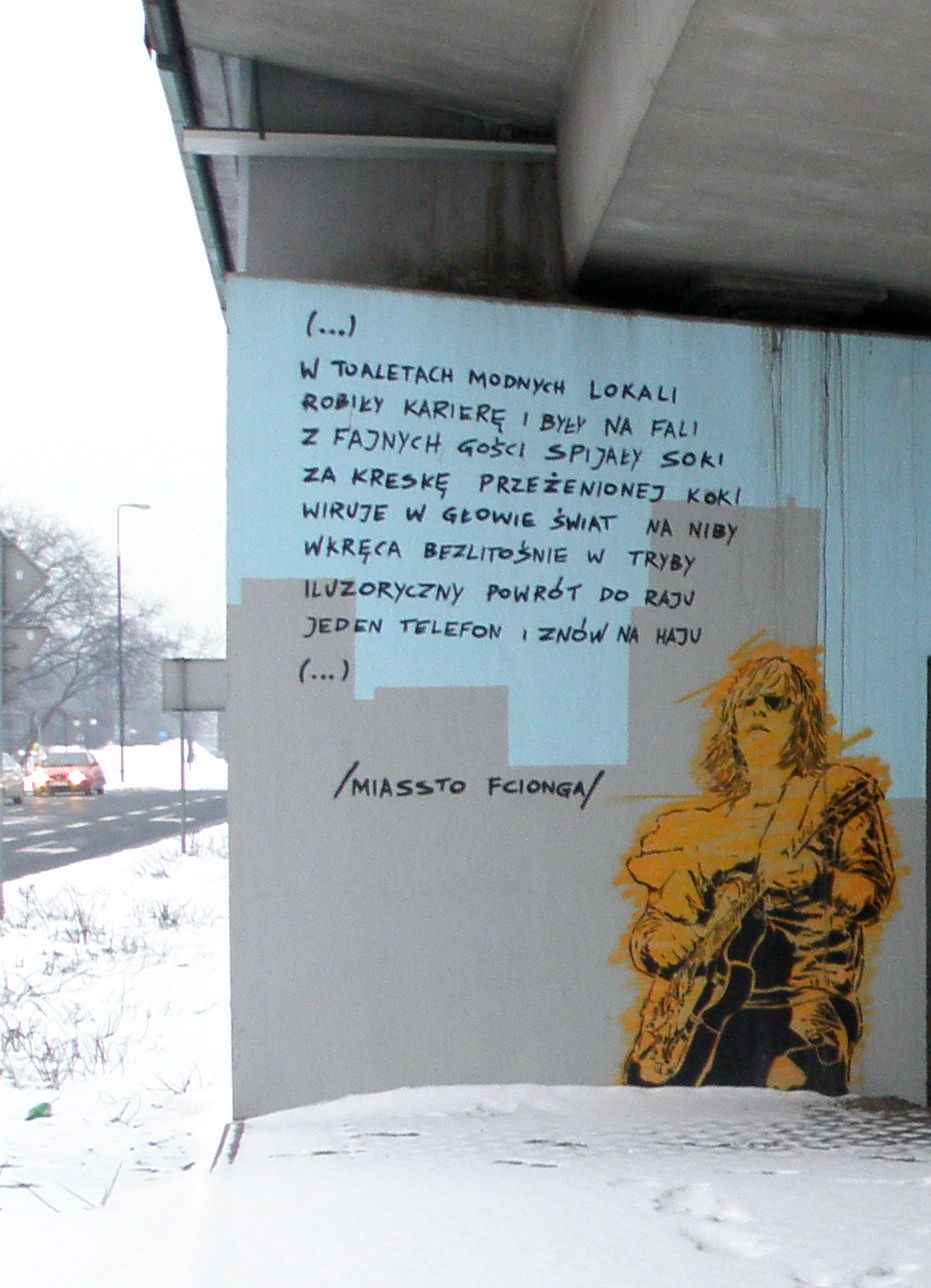
Lipiński na graffiti wykonanym z okazji Międzynarodowego Dnia Solidarności z Osobami Uzależnionymi od Substancji Psychoaktywnych

Jest synem satyryka Eryka Lipińskiego i przyrodnim bratem Zuzanny Lipińskiej – graficzki, ilustratorki i specjalistki od tworzenia stron WWW. Określa siebie jako od dziecka nieprzystosowanego, niepotrafiącego podporządkować się szkolnym zasadom. Wychowywany przez pracującą matkę. Swojego ojca poznał mając 8 lat.
W 1975 ukończył XXVII Liceum Ogólnokształcące im. Tadeusza Czackiego w Warszawie. Studiował w Akademii Sztuk Pięknych w Warszawie; przerwał studia, by realizować swoją pasję muzyczną. Latem 1978 zagrał pierwszy koncert.
Udzielał się w zespole Izrael, nagrał dwa solowe albumy (Nie pytaj mnie w 1994 oraz To, czego pragniesz w 2015). W latach 1991–1993 pisał felietony dla czasopisma „Tylko Rock”. Był dyrektorem marketingowym BMG Poland (1993), redaktorem naczelnym „Aktivista” (2000). Wystąpił w kilku drugoplanowych rolach aktorskich, jest autorem muzyki do kilku filmów dokumentalnych i piosenek filmowych (m.in. do filmów Psy 2, Słodko gorzki, za którą dostał w 1996 nagrodę na XXI Festiwalu Polskich Filmów Fabularnych w Gdyni i do filmu Reich – wszystkie w reżyserii Władysława Pasikowskiego).
Od 2014 występuje jako Tomek Lipiński z zespołem w składzie:
- Tomek Lipiński – gitara, śpiew,
- Karol Ludew – perkusja,
- Piotr Leniewicz – bas,
- Maciej Dłużniewski – gitara.

## Życie prywatne
Ma dwie córki – Agatę (ur. 1984) i Lucję (1985).
Był wyznawcą buddyzmu, uczniem duńskiego propagatora buddyzmu tybetańskiego, lamy Ole Nydahla.

## Dyskografia
Albumy solowe
| Nie pytaj mnie                  | - Data: 1994 - Wydawca: BMG Ariola Poland               | –  |
| Złota kolekcja: Mówię Ci, że... | - Data: 6 maja 2014 - Wydawca: Warner Music Poland      | –  |
| To, czego pragniesz             | - Data: 20 kwietnia 2015 - Wydawca: Warner Music Poland | 24 |
| „–” album nie był notowany.     |                                                         |    |

Notowane utwory
| Tytuł                                            | Rok  | Pozycja na liście | Album               |
| Tytuł                                            | Rok  | LP3               | Album               |
| ------------------------------------------------ | ---- | ----------------- | ------------------- |
| „Nie pytaj mnie”                                 | 1994 | 28                | Nie pytaj mnie      |
| „Wiatr wieje nareszcie (jesteś, jesteś, jesteś)” | 1994 | 22                | Nie pytaj mnie      |
| „Moje serce pełne ciebie”                        | 1995 | 14                | Nie pytaj mnie      |
| „To, czego pragniesz”                            | 2015 | 23                | To, czego pragniesz |
| „Ku swojemu zdumieniu”                           | 2015 | 39                | To, czego pragniesz |

Kompilacje różnych wykonawców
| Album                             | Rok  | Utwór | Źródło |
| --------------------------------- | ---- | --- | ------ |
| Psy 2 (ścieżka dźwiękowa)         | 1994 | „Nie pytaj mnie” | [ 12 ] |
| Słodko gorzki (ścieżka dźwiękowa) | 1996 | „Wyżej niż na szczycie, głębiej niż na dnie”, „To akurat wiem”, „Tak bym chciał”, „Jak zrozumieć że”, „Jakby nie stało się nic” | [ 13 ] |
| Reich (ścieżka dźwiękowa)         | 2001 | „Miassto Fcionga”, „Westchnienie”, „Ostatnia piosenka o miłości”                                                                | [ 14 ] |

Występy gościnne
| Album                          | Rok  | Utwór                                                                | Źródło |
| ------------------------------ | ---- | -------------------------------------------------------------------- | ------ |
| Vienio, Pele – Autentyk        | 2002 | „Każdy chce kochać” (gościnnie: Tomek Lipiński)                      | [ 15 ] |
| Vienio, Pele – Autentyk 2      | 2003 | „Każdy chce kochać II” (gościnnie: Tomek Lipiński)                   | [ 16 ] |
| Vienio – Profil pokoleń vol. 1 | 2013 | „To co czujesz to co wiesz 2013” (gościnnie: Miuosh, Tomek Lipiński) | [ 17 ] |

## Teledyski
| Tytuł                                                                       | Rok  | Reżyseria/Realizacja                | Album                 | Źródło |
| --------------------------------------------------------------------------- | ---- | ----------------------------------- | --------------------- | ------ |
| „Nie pytaj mnie”                                                            | 1994 | Władysław Pasikowski, Paweł Edelman | Nie pytaj mnie        | [ 18 ] |
| „To czego pragniesz” (lyric video)                                          | 2015 | –                                   | To, czego pragniesz   | [ 19 ] |
| „Ku swojemu zdumieniu”                                                      | 2015 | Michał Braum                        | To, czego pragniesz   | [ 20 ] |
| Gościnnie                                                                   |      |                                     |                       |        |
| „To co czujesz to co wiesz 2013” (Vienio gościnnie: Miuosh, Tomek Lipiński) | 2013 | DelaFlow                            | Profil pokoleń vol. 1 | [ 21 ] |

## Filmografia
| Tytuł                                                   | Rok  | Rola                    | Uwagi                                                         | Źródło |
| ------------------------------------------------------- | ---- | ----------------------- | ------------------------------------------------------------- | ------ |
| Fala                                                    | 1986 | jako on sam             | film dokumentalny, reżyseria: Piotr Łazarkiewicz              | [ 22 ] |
| Moja krew, twoja krew                                   | 1986 | jako on sam             | film dokumentalny, reżyseria: Andrzej Kostenko                | [ 23 ] |
| Żegnaj Rockefeller                                      | 1992 | jako gitarzysta         | serial, reżyseria: Waldemar Szarek                            | [ 24 ] |
| Życie jako śmiertelna choroba przenoszona drogą płciową | 2000 | jako asystent profesora | film fabularny, reżyseria: Krzysztof Zanussi                  | [ 25 ] |
| Beats of Freedom – Zew wolności                         | 2009 | jako on sam             | film dokumentalny, reżyseria: Leszek Gnoiński, Wojciech Słota | [ 26 ] |
| Political Dress                                         | 2011 | jako on sam             | film dokumentalny, reżyseria: Judyta Fibiger                  | [ 27 ] |
| Drogi                                                   | 2012 | jako on sam             | film dokumentalny, reżyseria: Małgorzata Ruszkiewicz          | [ 28 ] |

## Odznaczenia i nagrody
- Krzyż Oficerski Orderu Odrodzenia Polski (2011)[29]
- Nagroda 100-lecia ZAiKS-u (2018)[30]
- Nagroda Specjalna ZAiKS-u (2019)[30]

## Nagrody i wyróżnienia muzyczne
| Rok  | Kategoria       | Tytułem             | Nagroda        | Nota      | Źródło |
| ---- | --------------- | ------------------- | -------------- | --------- | ------ |
| 2016 | Album roku rock | To, czego pragniesz | Fryderyki 2016 | Nominacja | [ 31 ] |